# Federazione cestistica della Georgia
La Basketball Federation of Georgia è l'ente che controlla e organizza la pallacanestro in Georgia.
La federazione controlla inoltre le nazionali maschile e femminile. Ha sede a Tbilisi e l'attuale presidente è Besik Liparteliani.
È affiliata alla FIBA dal 1992 e organizza il campionato di pallacanestro georgiano.